# Dispersión secundaria de las semillas
Dispersión secundaria o diplocoria, también conocida como dispersión indirecta es un proceso de dispersión que se presenta cuando la semilla de una planta es desplazada por varios factores de manera sucesiva. Actualmente se cree que la mayoría de los procesos de dispersión de semillas tienen más de un dispersor involucrado, además de que esto tiene grandes ramificaciones ecológicas en la dispersión a larga distancia.
En la dispersión secundaria están involucrados varios factores tanto bióticos como abióticos. El viento y el agua pese a ser los vectores abióticos principales en este proceso no son los únicos, la precipitación, la temperatura y los cambios estacionales del área también llegan a formar parte de este tipo de dispersión. Además estos vectores influyen en diferente medida de acuerdo al tipo de diplocoria a la que hagamos referencia.

## Importancia ecológica
Muchos mecanismos de dispersión a larga distancia requieren algún tipo de dispersión secundaria, lo cual trae diferentes beneficios además de aumentar el alcance promedio de las semillas. El principal beneficio de la dispersión secundaria llevada a cabo por animales está en la asistencia que le dan a la semilla a llegar al humus del suelo sin quedar expuesta a los depredadores, debido a esto muchas plantas dependen en cierta medida de los dispersores animales secundarios para asegurar la germinación de las semillas, en especial aquellas que tienen adaptaciones de dispersión aérea y no aquellas que no cuentan con fruto.
La capacidad del ecosistema de dispersar a larga distancia es muy importante para la supervivencia de las especies locales, lo cual puede tener un fuerte impacto en la composición de las especies locales y los paisajes fragmentados.
Además se ha observado que en la selva tropical la dispersión secundaria por hormigas, es fundamental en el proceso de reforestación y rehabilitación de claros y zonas de frontera de la selva. Esto se debe a que dispersan semillas a zonas de baja cobertura vegetal desde áreas donde esta es significativamente mayor, las cuales de otra forma no podrían llegar ahí, debido a que sus dispersores primarios tienden a dirigirse hacia la selva.

## Tipos de dispersión secundaria

### Mecano-zoocoria
Esta es la forma más común de diplocoria, y se lleva a cabo cuando las semillas se dispersan por medio mecánicos y animales. Usualmente a través de viento, rodación o corrientes de agua. Esta dispersión puede observarse claramente en los árboles de ambientes andinos, principalmente aquellos ubicados en laderas. Estos árboles suelen encontrarse en suelos muy inclinados y con poca cobertura de suelo por lo que sus semillas se deslizan por la nieve en las temporadas de calor hasta las faltas de las montañas, donde posteriormente son transportadas por aves o animales terrestres. En gramíneas por ejemplo es común que primero sean dispersadas por anemocoria desde la espiga y posteriormente sean transportadas por hormigas y roedores, aunque también es posible que sean extraídas de la espiga por aves o roedores granívoros y posteriormente se vean sujetos a anemocoria.
Los bosques de coníferas también presentan este tipo de asociaciones principalmente entre pinos y roedores, donde las semillas aladas de los pinos son recolectadas, acumuladas y enterradas por roedores como Tamias amoenus, de los cuales dependen varias especies de pino para poder asegurar que sus semillas lleguen al humus del suelo y no solo queden sobre la cubierta de materia vegetal más superficial del suelo.

#### Ejemplos de Mecano-Zoocoria son
- Anemo-zoocoria

Dispersión primaria por viento y secundaria por aves. Este tipo de dispersión es común en muchos tipos de árboles cuyas semillas se dispersan por viento, las aves al ver las semillas al vuelo las atrapan en el aire para posteriormente transportarlas y en muchos casos comerlas.
- Hidro-zoocoria

Dispersión primaria por agua y secundaria por animales. En este caso el segundo agente dispersor no se limita a algún tipo de animal en particular ya que si una corriente de agua presenta semillas las aves, mamíferos carnívoros y herbívoros que beben esa agua pueden transportarla. Incluso animales que no consumen esta agua pueden transportar las semillas al limpiarse con esta o simplemente pasar a través de ella.

## Dispersión balística-zoocoria
Algunas plantas presentan mecanismos de propulsión para facilitar su dispersión, ya sea en sus frutos (Ecballium elaterium) u otras estructuras como la corteza (Hura crepitans) lo cual se denomina dispersión balística, a pesar de que las semillas pueden llegar hasta 50m de distancia de la planta original por medio de estos mecanismos estas suelen verse sujetas también a dispersión animal ya que quedan directamente disponibles a estos.
Ecballium elaterium pertenece a un caso particular de dispersión debido a que su fruto aumenta su presión interna durante el proceso de maduración, lo cual resulta en la explosión del fruto dispersando las semillas. Este tipo de dispersión primaria, se denomina dispersión balística y está presente en contadas especies de plantas. Se ha observado que en la mayoría de los casos hay una dispersión secundaria por parte de otros animales, en el caso de Ecballium elaterium esta dispersión es llevada a cabo por hormigas de la especie Pogonomyrmex subdentatus.

## Diplo-Zoocoria
La diplozoocoria se lleva a cabo cuando se presentan dos dispersores animales al mismo tiempo, dependiendo de las características de esta relación puede ser de diferentes tipos:

#### Diplo-sinzoocoria (Competencia)
La forma más común de diplozoocoria, esta se observa usualmente entre especies granívoras y usualmente sucede cuando un individuo roba las semillas de otro ya sea durante el transporte de semillas previo al consumo o en los alijos de comida que algunas especies acumulan como preparación estacional. Esto se puede ver en roedores, aves e insectos, principalmente hormigas. Algunas especies como el agutí (Dasyprocta punctata), tienden a robar semillas de otros animales acumuladores, incluidos miembros de su propia especie, para poder enterrarlas en sus propios alijos. Se ha observado que las semillas de Virola nobilis, enterradas por agutís tienen una mayor probabilidad de germinar ya que solo pueden ser depredadas por larvas presentes en el suelo, por lo cual la asociación con los agutís es vital para el éxito de este árbol.

#### Sinzoocoria-ednozoocoria (Comensalismo)
En este tipo de diplozoocoria ocurre cuando únicamente uno de los animales involucrados se alimenta del fruto o semilla. Un ejemplo muy común es la dispersión secundaria por escarabajos coprófagos rodadores, los cuales dispersan semillas digeridas por diferentes tipos de animales transportando sus heces fecales. 
Otro ejemplo es la diplocoria por hormigas o endocoria-mirmecoria. Se ha observado que las hormigas M. barbarus extraen semillas de fabáceas de los excrementos de cabras y conejos y los llevan a sus hormigueros. Muchas de estas semillas terminan siendo desechadas por las mismas hormigas ya que no se ha registrado que puedan alimentarse de ellas.
Este tipo de dispersión puede observarse en los escarabajos estercoleros presentes en los grupos Geotrupidae, Sacarabaeinae, y Aphodiinae. Los cuales son famosos por rodar bolas de estiércol las cuales servirán como guardería y sustento para sus larvas. Ya que la preferencia de estos animales suele ser el excremento de grandes herbívoros, es común que se encuentren distintos tipos de semillas en este, las cuales no suelen ser devoradas por las larvas, dando la posibilidad a algunas plantas de desarrollarse.

#### Diploendozoocoria (Depredación)
Este es un tipo especial de dispersión secundaria que se desarrolla en una relación entre un carnívoro, uno o más herbívoros y las plantas de las que estos se alimentan. Esto sucede principalmente con herbívoros pequeños, ya que en la mayoría de los casos las semillas consumidas por estos aparecen en las heces de sus depredadores. Un ejemplo de esto se observa en las islas Canarias, donde Lycium intricatum es dispersado principalmente de esta forma, ya que mientras su consumidor principal son las Galotias (Gallotia atlantica) sus semillas son dispersadas por sus depredadores principales, aves del género Lanius. Estas aves, conocidas como pájaros verdugos coloquialmente, son el principal dispersor de las semillas de Lycium.